# Tekabuibui
Tekabwibwi Village är en ort i Kiribati.   Den ligger i örådet Tabiteuea och ögruppen Gilbertöarna, i den sydöstra delen av landet, 300 km sydost om huvudstaden Tarawa. Tekabwibwi Village ligger 2 meter över havet och antalet invånare är 145. Den ligger på ön Eanikai.
Terrängen runt Tekabwibwi Village är mycket platt.  Närmaste större samhälle är Tanaeang Village, 2,7 km sydost om Tekabwibwi Village. 